# 亮毛鳞盖蕨
亮毛鳞盖蕨（学名：Microlepia trichoclada）为姬蕨科鳞盖蕨属下的一个种。

## 扩展阅读
- 維基物種上的相關：亮毛鳞盖蕨